# Pallavolo ai XIII Giochi dei piccoli stati d'Europa - Torneo femminile
L'XI torneo femminile di pallavolo ai Giochi dei piccoli stati d'Europa si è svolto dal 2 al 6 giugno 2009 a Nicosia, a Cipro, durante i XIII Giochi dei piccoli stati d'Europa. Al torneo hanno partecipato 5 squadre nazionali europee di stati con meno di un milione di abitanti e la vittoria finale è andata per la settima volta, la seconda consecutiva, a Cipro.

## Squadre partecipanti
- Cipro
- Islanda
- Liechtenstein
- Lussemburgo
- San Marino

## Podio

### Campione
Formazione: 2 Ivana Milanovic, 3 Antrea Charalambous, 4 Tetyana Timokhova-Siskou, 5 Oxana Pavlou Hacicov, 6 Panagiota Aristeidou, 8 Chryso Vouvakou, 10 Sophia Tsangaridou, 11 Elisabeth Craney, 12 Nina Chuda, 13 Aphroditi Faouta, 15 Emanouela Vassiliou, 16 Eleni Michael, CT: Nikolaos Ioannou

### Secondo posto
Formazione: 3 Veronica Barducci, 4 Cristina Bacciocchi, 5 Bizzocchi Isabella, 7 Elisa Parenti, 8 Martina Bologna, 9 Chiara Parenti, 10 Elisa Vannucci, 11 Martina Mazza, 12 Irene Monti, 14 Maria Camilla Montironi, 15 Janete Silveira, 16 Giulia Muccioli, CT: Luigi Morroli

### Terzo posto
Formazione: 1 Ingibjork Gunnarsdottir, 2 Helena Gunnarsdottir, 3 Kris Thorhallsdottir, 4 Fjola Svavarsdottir, 5 Birta Bjornsdottir, 6 Jona Vigfusdóttir, 7 Miglena Apostolova, 8 Birna Hallsdóttir, 9 Gunnarsdottir Ast, 10 Frida Sigmunsdóttir, 11 Zaharina Fillipova, 12 Bjorgolfsdottir St., CT: Apostol Apostolov

## Classifica finale
| Classifica | Squadre       |
| ---------- | ------------- |
|            | Cipro         |
|            | San Marino    |
|            | Islanda       |
| 4          | Liechtenstein |
| 5          | Lussemburgo   |